# 松本美星
松本美星（まつもと みほ、1990年10月30日 - ）は、東京都出身のタレント。

## プロフィール
- 出身地：東京都
- 血液型：A型
- 趣味・特技：料理、お菓子作り
- 元所属事務所：パーフィットプロダクション

## 主な活動

### 雑誌
- 週刊ヤングジャンプ　2006.27に表紙と巻頭グラビアに登場。

### ケータイサイト
- アイドルルーム